# Maratecoara formosa
Maratecoara formosa är en fiskart som beskrevs av Costa och Brasil, 1995. Maratecoara formosa ingår i släktet Maratecoara och familjen Rivulidae. Inga underarter finns listade i Catalogue of Life.